# یواس‌اس کانسل (ای‌ام-۱۶۵)
یواس‌اس کانسل (ای‌ام-۱۶۵) (به انگلیسی: USS Counsel (AM-165)) یک کشتی بود که طول آن ۱۸۴ فوت ۶ اینچ (۵۶٫۲۴ متر) بود. این کشتی در سال ۱۹۴۳ ساخته شد.